# 에드와도 새버린
에드와도 루이스 새버린(포르투갈어: Eduardo Luiz Saverin 에두아르두 루이스  사베링[*], 1982년 3월 19일 ~ )은 브라질의 기업인이다. 마크 저커버그 등과 함께 페이스북을 공동 창업했던 기업인이다.
브라질 상파울루의 부유한 유대인 집안에서 태어났다. 10살 때 가족을 따라 미국으로 이민을 떠나, 플로리다주 마이애미에서 자랐다. 하버드 대학교 재학 시절, 마크 저커버그, 크리스 휴스, 더스틴 모스코비츠와 함께 페이스북을 공동으로 설립하였다. 대학 졸업 후 페이스북 경영에는 참가하지 않고 있으나, 지분을 소수 보유하고 있으며, 페이스북의 기업가치가 급격히 상승하면서 그는 소수의 지분으로도 수억 달러의 방대한 재산을 보유하게 되었다. 2009년부터는 싱가포르에서 거주하며 사업을 벌이고 있다. 그는 미국에 거주할 당시, 미국 국적도 취득하여 미국과 브라질의 이중 국적자가 되었는데, 2011년 페이스북 주식 상장을 앞두고 미국 국적을 포기했다. 이 국적 포기가 미국에 납부해야 하는 막대한 금액의 세금을 회피할 목적이었다는 의혹이 제기되면서 미국 내에서 큰 논란이 되기도 했다.